# HD133755
HD133755 — хімічно пекулярна зоря спектрального класу B9, що має видиму зоряну величину в смузі V приблизно  8,7.
Вона  розташована на відстані близько 2131,7 світлових років від Сонця.

## Пекулярний хімічний склад
Зоряна атмосфера HD133755 має підвищений вміст 
Si
.